# Liczba falowa
Liczba falowa (kątowa liczba falowa, radialna liczba falowa) – w fizyce, parametr opisujący fale harmoniczne, będący długością wektora falowego:
{\displaystyle k={\frac {2\pi }{\lambda }}={\frac {\omega }{c}},}
gdzie:
{\displaystyle k} – liczba falowa {\displaystyle \mathrm {\left[{\frac {1}{m}}\right]} ,}
{\displaystyle \lambda } – długość fali {\displaystyle \mathrm {[m]} ,}
{\displaystyle \omega } – częstość fali {\displaystyle \mathrm {\left[{\frac {rad}{s}}\right]} }
{\displaystyle c} – prędkość fali w ośrodku {\displaystyle \mathrm {\left[{\frac {m}{s}}\right]} .}
Użycie liczby falowej w miejsce długości fali oraz częstości w miejsce okresu upraszcza zapis równania falowego. Przykładowo zapis fali harmonicznej:
{\displaystyle y(t,z)=A\sin \left({\frac {2\pi }{T}}t-{\frac {2\pi }{\lambda }}z+\varphi \right)=A\sin(\omega t-kz+\varphi ).}

## W spektroskopii
W spektroskopii liczbą falową {\displaystyle {\tilde {\nu }}} nazywa się często odwrotność długości fali:
{\displaystyle {\tilde {\nu }}={\frac {1}{\lambda }}}
i mierzy się ją zwykle w centymetrach odwrotnych.
Wówczas, dla odróżnienia, liczbę falową używaną w równaniu fali nazywa się kątową liczbą falową.
Przedstawienie widma absorpcji lub widma emisji w jednostkach liczb falowych jest wygodniejsze, ponieważ skala ta jest proporcjonalna do energii i z widm można bezpośrednio odczytać informację o rozkładzie (odległościach w jednostkach energii) stanów elektronowych.